# BPM
BPM (скорочене англ. beat per minute) — абревіатура, що використовується переважно в різних напрямках поп-, рок- та джазової музики, а в англомовній літературі стосовно будь-якої музики для позначення музичного темпу. Дослівно термін перекладається як «ударів на хвилину», число, що ставиться перед позначкою BPM позначає кількість долей або, відповідно, ударів метронома на хвилину. Що більше число, то швидшим є темп музичного твору.
У музичній практиці застосовуються показники темпу приблизно від 40 до 240 BPM. У різних стилях розважальної музики цей показник коливається в таких межах:
- Хіп-хоп: ~95
- Трип-хоп: 70—110
- Хауз: 120—130
- Техно: 130—150
- Джангл: 120—140
- Брейкбіт: 130—150
- Драм-енд-бейс: 160—190
- Хардкор: 160—200
- Габбер: 180—240

## Курйози
Американський музикант Moby в композиції «Thousand» використав найшвидший темп за всю історію популярної музики — 1000 BPM. Композиція є двочастинною побудовою, що написана в стилі, близькому до техно, кожна з частин розгортається в прискореному русі, починаючи від повільного темпу до запаморочливо швидкого — 1000 BPM. При прослуховуванні твору на певному етапі удари бас-бочки зливаються в суцільний низькочастотний гуркіт.
- Mobi Thousandⓘ